# Pablo Picasso
Pablo Ruiz Picasso, špansko-francoski slikar, grafik in kipar, * 25. oktober 1881, Málaga, Španija, † 8. april 1973, Mougins, Francija.
Picasso je najslavnejši likovni umetnik 20. stoletja. Njegovo delo obsega preko 15.000 slik, grafik in plastik. Z Georgesom Braquom je osnoval umetniško smer kubizem.

## Življenje
Rodil se je v Málagi, obmorskem kraju v Španiji, kot prvi otrok Ruiza Blasca (1838–1913) in Maríe Picasso y López (1855–1938). Oče je bil slikar in učitelj risanja na Escuela de San Telmo, umetniški šoli, ki je gojila tradicijo akademskega slikarstva 19. stoletja, bil pa je tudi kustos majhnega muzeja. Pod očetovim vodstvom  se je s sedmimi leti začel učiti slikanja. Leta 1890 je končal svojo prvo oljno sliko Picador. Leta 1891 se je družina preselila v A Coruño v Galiciji, ko je Picassov oče kot likovni pedagog na Instituto da Guarda dobil službo. Picasso se je nato kot desetleten vpisal na šolo za slikarsko umetnost.
Januarja leta 1895, se je družina preselila v Barcelono, kjer je Picasso pri 14 letih opravil sprejemne izpite na Akademiji za likovno umetnost La Llotja. Pri petnajstih letih je imel nadarjeni Picasso že svoj prvi atelje.
Leta 1897 je Picasso kratek čas študiral na prestižni Kraljevi akademiji San Fernando v Madridu, a jo je hitro zapustil, ker ni maral tamkajšnjih učnih metod. Je pa v Madridu obiskoval muzeje, predvsem Prado in srečeval druge umetnike. Po bolezni, za katero se je zdravil v Horta de Sant Joan (Katalonija), se je leta 1898 vrnil v Barcelono. Tukaj je zahajal v avantgardne umetniške kroge katalonskega modernizma, s središčem v kavarni Els Quatre GATS, kjer je med drugim srečal umetnike kot: Ramon Casas, Carlos Casagemas, Isidre Nonell in Santiago Rusinol. V februarju 1900 je imel v kavarni Els Quatre GATS prvo razstavo.
Oktobra 1900 je odpotoval v Pariz, kjer je bil navdušen nad impresionističnimi deli Paula Cézanna, Edgarja Degasa in Pierra Bonnarda in se seznanil z deli Henrija de Toulouse-Lautreca. Večkrat se je vračal v Madrid, od aprila 1904 pa je živel na Montmartru, Pariz. V teh letih je bilo njegovo delo precej običajno, na njegovo slikanje so predvsem vplivala razmerja do žensk. Njegova prava ljubezen je bila Fernanda Olivier, ki je postala njegova muza od leta 1905–1912. Finančno je bil uspešen. Leta 1906 se je seznanil s Henrijem Matissom, s katerim je postal prijatelj.
Leta 1907 je naslikal Avignonske gospodične kot posledico navdahnjenja z iberskim in afriškim kiparstvom. Postal je soutemeljitelj kubizma, v katerem je stvarni svet razstavljen na osnovne geometrijske oblike (krogla, stožec, valj). Nikoli se ni odločil ustvarjati povsem abstraktne umetnosti. Poleti leta 1908 je Picasso živel s Fernande Olivier na La Rue des Bois, severno od Pariza. Med septembrom 1908 in majem 1909 je delal skupaj z Braquejem in razstavljal v galeriji Kahnweiler. Njegova dela so postopoma postala znana tudi v tujini, kjer je vse več razstavljal (maja leta 1912 v Kölnu, 1913 v New Yorku, ...). Leta 1912 se je razšel s Fernande Olivier in si našel novo ljubezen, Evo Gouel. V tem letu mu je umrl tudi oče.
Začetek 1. svetovne vojne ga je doletel v Avignonu, kjer je nekaj časa živel z Evo Gouel. Julija 1916 je André Losos organiziral razstavo v L'Art Moderne de France (tako imenovani »Salon d'Antin«), v galeriji Barbazanges Parizu. Tam je bilo razstavljeno tudi njegovo delo Avignonske gospodične. Po prezgodnji smrti Eve Gouel, ki je umrla leta 1915 za tuberkulozo, je imel afero z Gabrielle Lespinasse. Spomladi leta 1917 je živel v Rimu, kjer je oblikoval kostume in sceno za balet Parada po libretu Jeana Cocteauja in glasbi Erika Satieja.
Med delom na Paradi je Picasso srečal plesalko Olgo Khokhlovo Stepanovo, prima balerino ruskega baleta. Z njo se je leta 1918 poročil. Rodil se jima je sin Paulo.
Od leta 1918 dalje sta Picassa zastopala trgovca z umetninami Paul Rosenberg in Georges Wildenstein. 
Leta 1923 se je srečal z nadrealistom Andréjem Bretonom. Po letu 1925 je začel slikati popačene ekspresivne slike, ki so bile odraz osebnih težav. Leta 1927 je spoznal Marie-Therese Walter. Odnos je dolgo časa skrival. Iz razmerja se je rodila hči Maya. Želel se je ločiti od svoje žene, a ker bi moral deliti premoženje, je ostal poročen do ženine smrti leta 1955. Marie-Therese je upodobil v Ženski z rožo leta 1932 v minimalističnem slogu, z nadrealističnim pridihom. Izumljal je nove sloge, bil je inovativen kipar, lotil se je tudi keramike.
Konec tridesetih let je, po spletu okoliščin, naslikal svojo najslavnejšo sliko Guernico. Slika je bila odgovor na grozote španske državljanske vojne, v kateri je podprl republikance, tudi finančno. Dobil je naročilo, da nariše veliko fresko za španski paviljon na mednarodni razstavi leta 1937 v Parizu. Slika je postala simbol trpljenja žrtev vojskovanja po vsem svetu. Ostal je v izgnanstvu, saj so republikanci izgubili državljansko vojno.
Med 2. svetovno vojno je ostal v Parizu, ki so ga zasedle nemške oborožene sile. Nemci so mu prepovedali razstavljati, niso pa ga preveč nadlegovali. Po vojni se je priključil komunistični partiji. Od tedaj so imela njegova dela političen predznak. Kot slavna osebnost je bil sprejet tudi med bogataši. Odšel je v Antibes v južni Franciji, kjer se je družil z Matissem, katerega slikarski slog je imel pomemben vpliv na Picassova pozna dela.
V letih po vojni je Picasso prijateljeval s Françoise Gilot, ki jo je leta 1943 srečal v Parizu. Odnos je trajal vse do leta 1953. Rodil se jima je sin Claude (1947, † 2023) in hčerka Paloma (1949). Jacqueline Roque, prodajalka keramike iz Madoura v Vallauris je bila Picassova naslednja spremljevalka, potem ko je leta 1953 zapustil Françoise Gilot. Z njo se je leta 1961 poročil. Otrok nista imela. Večkrat jo je portretiral.
Leta 1956 je imel Picasso večjo razstavo v Puškinovem muzeju v Moskvi, čeprav so bili v Rusiji nejevoljni po tem, ko je naslikal portret Stalina leta 1953. V Sovjetski zvezi so uradno njegov slikarski slog razglasili kot dekadenten.
Leta 1971 je bila v Parizu v Louvru retrospektivna razstava Picassovih del ob njegovi 90. letnici. Ustvarjalen je bil do smrti. Umrl je star 91 let za srčno kapjo. Pokopan je v vrtu svojega gradu v Vauvenarguesu.

## Delo
Po On-Line Picasso Project, ki ga je leta 1997 pripravil Enrique Mallen (Sam Houston State University), je skupno število Picassovih del ocenjeno na približno 50.000: 1885 slik, 7089 risb, 30.000 tiskovin (jedkanice, litografije, itd), 150 skic, 1228 kipov in 3222 tapiserij in keramike.
Njegovo delo umetnostni zgodovinarji razvrščajo po »obdobjih«. Medtem, ko so mnoga izmed kasnejših še vedno predmet razprav, so splošno uporabljena in priznana naslednja:
- modro obdobje (1901–1904); temačne, modro tonirane slike, nastale pod vplivom potovanja v Španijo in prijateljeve smrti. Na njih so pogosto upodobljeni akrobati, harlekini, prostitutke, berači in umetniki.

- rožnato obdobje (1905–1907), ki ga zaznamuje optimističen stil slikanja z rožnato in oranžno barvo. Na teh slikah so ponovno upodobljeni harlekini. V tem obdobju je v Parizu spoznal Fernande Olivier, ki se je preživljala kot model za slikarje in kiparje; v Picassovem delu se odraža vpliv njune romantične zveze.

- afriško obdobje (1908–1909), v katerem je nastala slika Les Demoiselles d'Avignon (Avignonske gospodične), ena prvih kubističnih slik.

- analitični kubizem (1909–1912), slikarski stil, ki ga je razvil skupaj z Braque-om, uporabljala sta monokromno tehniko, predvsem rjavih barvnih tonov. Predmete, ki sta jih slikala, sta »analizirala« v smislu oblik. Dela obeh slikarjev iz tega obdobja so si močno podobna.

- sintetični kubizem (1912–1919); uporaba kolaža in izrezanega papirja, prvi primer uporabe kolaža v slikarski umetnosti.

Veliki umetnik je ustvarjal tudi kipe, s katerimi je postavil nove mejnike ustvarjanje, npr. Bikova glava, ki jo je sestavil iz odpadnih kosov serijskih elementov dvokolesa. Genialni ustvarjalec je isti motiv pogosto ustvaril v različnih tehnikah, od risbe do slike, iz keramične vaze v kip in nazaj.
Picassova umetnost je predstavljala vedno iskanje inovativnih oblik in vzorcev, tako da med njegovimi deli najdemo od zgodnjih ekspresionističnih slik (Življenje - 1903), do revolucionarnih Avignonskih gospodičen (1907) pa dela analitičnega in sintetičnega kubizma, neoklasicizma, surealizma in drugih.
Picasso je bil politično zelo aktiven slikar. V španski državljanski vojni se je postavil na stran republikancev in jasno izrazil svoj odpor do naslija, posebej nad civilnim prebivalstvom. Njegova najbolj znana slika in ikona tega obdobja je črno bela Guernica. Posebno knjigo o tej sliki in dogajanju okoli nje je napisal Tomaž Brejc.

## Umetniška zapuščina
Picasso je imel veliko svojih slik ob smrti pri sebi, ker mu jih zaradi financ ni bilo treba prodajati. Imel je tudi veliko zbirko del drugih znanih umetnikov, tudi sodobnikov, kot je Henri Matisse, s katerim je prijateljeval. Ker Picasso ni pustil oporoke, so bile ob njegovi smrti plačane dajatve (davek na nepremičnino) do francoske države z deli iz njegove zbirke. Ta dela tvorijo jedro zbirke Muzeja Picasso v Parizu. Njegovi sorodniki so v letu 2003 odprli Picassov muzej v njegovem rojstnem kraju Málagi v Španija (Museo Picasso Malaga).
Museu Picasso v Barceloni hrani mnoga njegova zgodnja dela ko je ustvarjal in živel v Španiji, vključno številna redko videna dela, ki razkrivajo njegovo klasično tehniko. Muzej ima tudi številne natančne in podrobne študije figuric izdelane v mladosti pod očetovi vodstvom, kot tudi obsežno zbirko Jaime Sabartésa, njegovega dobrega prijatelja in osebnega tajnika.
Nekatere Picassove slike uvrščajo med najdražje slike na svetu. Garçon à la pipe je bila prodana za 104 milijone dolarjev pri Sotheby 4. maja 2004. Portret Dore Maar so prodali za 95,2 milijona dolarjev pri Sotheby 3. maja 2006. Dne 4. maja 2010 je bila Nu au Plateau de Sculpteur prodana pri Christie za $ 106.500.000 in tako dalje. Od leta 2004 dalje, Picasso kotira najvišje po prodaji del na dražbah. Več njegovih del je bilo tudi ukradenih. V registru Art Loss je 550 njegovih del navedenih kot manjkajočih.
Picasso Administration deluje kot uradni lastnik. Copyright predstavnik ZDA za Picasso Administration pa je Rights Society Artists.
Leta 1996 je v filmu Surviving Picasso, Picassa upodobil igralec Anthony Hopkins. Picasso je tudi lik v filmu Picasso at the Lapin Agile, Steva Martina (1993).
- Poštna znamka, ZSSR, 1973
- Musée Picasso, Pariz (Hotel Salé, 1659)
- Museu Picasso v gotski palači na ulici Montcada v Barceloni
- Picassov spomenik v Halmstadu